# Trap
A trap zene a hiphop zene egyik alműfaja, amely az Egyesült Államok déli részén alakult ki az 1990-es évek elején. A stílus neve az atlantai trap szleng szóból származtak, amely egy olyan hely, ahol drogokat lehet vásárolni. A trap zene főként szintetizátoros dobokat használ, komplex lábcin motívumokkal, a Roland TR-808 dobgépből származó, elhúzott lábdobokkal és dalszövege gyakran drogfogyasztásról, erőszakról szól. Nagyon kevés hangszert használ, szinte csak pergődobokat és lábcineket.
A stílus fő kialakítói közé tartozik Kurtis Mantronik, Mannie Fresh, Shawty Redd, Zaytoven, és Toomp, illetve Young Jeezy, Gucci Mane és T.I. (az utóbbi 2003-as Trap Muzik albumán dolgozott a stílusban). A modern trap hangzása Lex Lugernek köszönhetően terjedt el, aki 2010-ben a Flockaveli Waka Flocka Flame-albumnak a producere volt, illetve az 808 Mafia producercsoport alapítója.
Mióta a 2010-es években mainstream stílus lett, az amerikai zene egyik legfontosabb stílusirányzata, az évtized nagy részében dominálta a Billboard Hot 100-ot. Olyan előadók dalai érték el a csúcsot a műfajban, mint Drake, Cardi B, a Migos, Lil Uzi Vert, Post Malone, XXXTentacion, Young Thug és Travis Scott. Sok R&B-előadó zenéjét is inspirálta, mint Ariana Grande, Beyoncé, Miley Cyrus és Rihanna. A reggaetón és a K-pop műfajait is nagyban befolyásolta. 2018-ban a hiphop lett (a Nielsen Data szerint), történetében először, a világ legnépszerűbb műfaja, amely egybeesett a trap folyamatos növekedésével. 2019-ben Lil Nas X trap által inspirált country-rap dala, az Old Town Road, megdöntötte a rekordot a leghosszabb ideig (19 hét) a Billboard Hot 100 első helyén szereplő dalért és a leggyorsabb dal lett, amely gyémánt minősítést kapott az Amerikai Hanglemezgyártók Szövetségétől (RIAA).

## Jellemzői
A trap műfajban a dalszövegeknek kötődnie kell a trap körüli életmódhoz, vagy az eredeti déli trapházakhoz, ahol drogokat árultak. Más témák közé tartozik az utcai élet, gazdagság megszerzése, erőszak, amerikai járművek és élmények, amelyeket a rapperek átéltek az Egyesült Államok déli részében. Eredeti definíciója szerint, ha nem említik meg a témát a dalban, akkor az nem számíthat trap zenének.
A trap zene fő hangszere a dobok, ritmikus cinek, 808 lábdobok, amelyeket basszussal egészítenek ki, hogy megkapja melodikus oldalát. Nem ritka a vonós, rézfúvós, fafúvós hangszerek jelenléte se, amelyet az energetikus, mély és változatos atmoszféra létrehozására használnak fel,ezen kívül fontos szerepet játszik a szintetizátor is. Ezek az eredeti jellemvonások Shawty Redd producernek köszönhetőek. A stílus tempója nagyban különbözhet, akár 50 BPM-től (amelyet 100 BPM körül programoznak a finomabb lábcin felosztás eléréséhez), 88 (176) BPM-ig. Az átlagos tempó 70 (140) BPM.

## Eredete
Az első producer, aki elkezdett trapet készíteni Lil Jon volt, Atlantából. A kifejezés olyan helyeket írt le, ahol drogkereskedelmet folytattak. Mellette Mannie Fresh (New Orleans) és DJ Paul (Memphis) dolgoztak együtt olyan helyi előadókkal, mint a Dungeon Family, az Outkast, a Goodie Mob és a Ghetto Mafia. 1992-ben jelent meg a Cocaine In The Back of the Ride, a UGK The Southern Way debütáló középlemezéről. Később ebben az évben kiadták a Pocket Full of Stonest a Too Hard to Swallow stúdióalbumukról, amely szerepelt az 1993-as Veszély S elemek filmben is. 1996-ban Master P kiadta Mr. Ice Cream Man kislemezét az Ice Cream Man albumról. Ebben az időszakban kezdték el azokat a rappereket, akik főként drogkereskedelemről írtak, trap rappereknek hívni. David Drake (Complex) azt írta, hogy „a trap a 2000-es évek elején nem egy műfaj volt, egy valós hely volt” és a kifejezést végül átvették a „helyről írt dalok leírására.”